# Giải John J. Carty cho thăng tiến Khoa học
Giải John J. Carty cho thăng tiến Khoa học là một giải thưởng của Viện hàn lâm Khoa học quốc gia Hoa Kỳ  "dành cho những thành tựu xuất sắc trong mọi lãnh vực khoa học theo thể chế của Viện hàn lâm này". 
Giải được trao lần đầu từ năm 1932. Huy chương được trao cho các lãnh vực đặc thù từ năm 1961.
Giải được đặt theo tên nhà khoa học John J. Carty, một kỹ sư điện làm việc tại Tập đoàn AT&T.

## Những người đoạt giải
- 1932: John Joseph Carty
- 1936: Edmund Beecher Wilson
- 1939: William Henry Bragg
- 1943: Edwin Conklin
- 1945: William Frederick Durand
- 1947: Ross Granville Harrison
- 1950: Irving Langmuir
- 1953: Vannevar Bush
- 1961: Charles Hard Townes
- 1963: William Maurice Ewing
- 1965: Alfred Sturtevant
- 1968: Murray Gell-Mann
- 1971: James Watson
- 1975: John Tuzo Wilson
- 1978: John Mather
- 1981: Shing-Tung Yau
- 1984: Robert H. Burris
- 1987: Motoo Kimura
- 1991: Joseph Hooton Taylor
- 1994: Marina Ratner
- 1997: Patrick Vinton Kirch
- 2000: Donald Lynden-Bell
- 2003: David A. Freedman
- 2004: Elinor Ostrom
- 2005: Robert J. Cava
- 2006: Russell Doolittle
- 2007: Joseph R. Ecker
- 2008: Thomas Eisner
- 2009: Joseph Felsenstein
- 2010: Andre Geim
- 2012: Michael Posner